# 우노 소스케
우노 소스케(일본어: 宇野 宗佑, 1922년 8월 27일 ~ 1998년 5월 19일)는 일본의 정치인이자 제75대 내각총리대신이다.

## 인물
고베 상업 대학 재학 중에 학도로 참전해 시베리아 억류를 경험하였다.
우노는 일본 귀국 후에 시가현 의회 의원, 고노 이치로 의원 비서로 근무하였고, 1960년 제29회 중의원 의원 총선거에서 시가현 현 전체구에 출마해 처음으로 당선되었다. 이후에는 방위 대신, 과학 기술청 장관, 행정관리청 장관, 통상 산업 대신, 외무 대신 등을 지냈다.
1989년에 다케시타 노보루의 후계자로서 내각총리대신으로 취임하였고 최초로 헤이세이 시대의 내각총리대신이 되었다. 하지만 곧 여성 스캔들이 발각되는 바람에 비난을 받았고, 이 영향으로 제15회 참의원 의원 통상 선거에서 참패한 후 퇴진하였다. 1998년 5월 19일 자택에서 폐암으로 인해 사망했다.

## 같이 보기
- 우노 내각